# Celeste Poma
Celeste Poma (née le 10 novembre 1991 à Voghera) est une joueuse italienne de volley-ball. Elle mesure 1,65 m et joue au poste de libero. 

## Clubs
| Club                 | Pays   | De        | À         |
| -------------------- | ------ | --------- | --------- |
| Minerva Volley Pavie | Italie | 2004-2005 | 2010-2011 |
| Parme Volley Girls   | Italie | 2011-2012 | 2011-2012 |
| Minerva Volley Pavie | Italie | 2012-2013 | …         |